# Islamska zlata doba
Islamska zlata doba je bilo obdobje znanstvenega, gospodarskega in kulturnega razcveta v zgodovini islama, ki je tradicionalno datirano od 8. stoletja do 13. stoletja.
Tradicionalno velja, da se je to obdobje začelo med vladavino abasidskega kalifa Haruna al Rašida (786 do 809) z otvoritvijo Hiše modrosti, zaradi katere so se učenjaki z vsega muslimanskega sveta zgrinjali v Bagdad, takrat največje mesto na svetu, prevesti klasično znanje znanega sveta v arabščino in perzijščino. Obdobje naj bi se po tradiciji končalo s propadom Abasidskega kalifata zaradi mongolskih vpadov in obleganja Bagdada leta 1258.
Obstaja nekaj alternativnih časovnic. Nekateri učenjaki podaljšujejo končni datum zlate dobe na okoli 1350, vključno s timuridsko renesanso v njej, medtem ko drugi umeščajo konec islamske zlate dobe v konec 15. do 16. stoletja, vključno z vzponom islamskih imperijev smodnika.

## Zgodovina konceptov
Metafora zlate dobe se je začela uporabljati v literaturi 19. stoletja o islamski zgodovini, v kontekstu zahodne estetske mode, znane kot orientalizem. Avtor Priročnika za popotnike po Siriji in Palestini leta 1868 je opazil, da so najlepše mošeje v Damasku »kot samo mohamedanstvo, ki zdaj hitro propada« in relikvije »zlate dobe islama«.
Nedvoumne definicije izraza ni in glede na to, ali se uporablja s poudarkom na kulturnih ali vojaških dosežkih, se lahko razume, da se nanaša na precej različna časovna obdobja. Tako bi neki avtor iz 19. stoletja menil, da se je razširil na čas trajanja kalifata ali na »šest stoletij in pol«, drugi pa naj bi se končal po le nekaj desetletjih osvajanj Rašiduna, s smrtjo Umarja in prva Fitna.
V zgodnjem 20. stoletju je bil izraz uporabljen le občasno in pogosto omenjen kot zgodnji vojaški uspehi rašidunskih kalifov. Šele v drugi polovici 20. stoletja se je izraz začel pogosteje uporabljati, zdaj pa se večinoma nanaša na kulturni razcvet znanosti in matematike pod kalifati med 9. in 11. stoletjem (med ustanovitvijo organiziranega učenja v Hiši modrosti in začetek križarskih vojn), vendar se je pogosto razširil na del poznega 8. ali 12. do začetka 13. stoletja. Definicije se lahko še vedno precej razlikujejo.
Enačenje konca zlate dobe s koncem kalifatov je priročna mejna točka, ki temelji na zgodovinskem mejniku, vendar je mogoče trditi, da je islamska kultura vstopila v postopni zaton veliko prej; tako Khan (2003) opredeljuje pravo zlato dobo kot dve stoletji med letoma 750 in 950, pri čemer trdi, da se je začetna izguba ozemelj pod Harunom al-Rašidom poslabšala po smrti Al-Mamuna leta 833 in da so križarske vojne v 12. stoletju povzročile oslabitev islamskega imperija, od katere si ni nikoli opomogel.
Glede konca Gole Mohamad Abdalla trdi, da je prevladujoč pristop učenjakov »teorija propada«.

Šteje se, da je zlata doba nastala z velikanskim prizadevanjem za pridobivanje in prevajanje starodavnih ved Grkov med 8. in 9. stoletjem. Prevajalski dobi sta sledili dve stoletji sijajnega izvirnega razmišljanja in prispevkov in je znana kot »zlata doba« islamske znanosti. Ta tako imenovana »zlata doba« naj bi trajala od konca 9. do konca 11. stoletja. Obdobje po tem obdobju je običajno znano kot »doba zatona«. Pregled literature od 19. stoletja dalje kaže, da je teorija zatona postala prednostna paradigma v splošnem akademskem krogu. 

## Vzroki

### Verski vpliv
Različne koranske zapovedi in hadisi (ali Mohamedova dejanja), ki vrednotijo izobraževanje in poudarjajo pomen pridobivanja znanja, so imeli ključno vlogo pri vplivanju na muslimane te dobe pri njihovem iskanju znanja in razvoju telesa znanosti.

### Državno sponzorstvo
Islamski imperij je močno podpiral učenjake. Ocenjuje se, da je denar, porabljen za prevajalsko gibanje za nekatere prevode, enak približno dvakratnemu letnemu raziskovalnemu proračunu Sveta za medicinske raziskave Združenega kraljestva. Najboljši učenjaki in ugledni prevajalci, kot je Hunajn ibn Išak, so imeli plače, ki so po ocenah enakovredne današnjim profesionalnim športnikom. Hiša modrosti je bila knjižnica, ki jo je leta 825 ustanovil kalif Al-Mansur v Bagdadu v Iraku v času Abasidov po vzoru akademije Gundišapur.

### Odprtost za različne vplive
V tem obdobju so muslimani pokazali močno zanimanje za asimilacijo znanstvenih spoznanj osvojenih civilizacij. Mnoga klasična dela antike, ki bi sicer morda bila izgubljena, so bila prevedena iz grščine, sirščine, srednjeperzijščine in sanskrta v sirščino in arabščino, od katerih so bila nekatera kasneje prevedena v druge jezike, kot sta hebrejščina in latinščina.
Kristjani, zlasti privrženci Vzhodne cerkve (nestorijanci), so prispevali k islamski civilizaciji v času vladavine Omajadov in Abasidov s prevajanjem del grških filozofov in starodavne znanosti v sirščino in nato v arabščino. Blesteli so tudi na številnih področjih, zlasti v filozofiji, znanosti (kot so Hunajn ibn Išak, Jusuf Al-Khuri, Al Himsi, Kusta ibn Luqa, Masavaij, patriarh Evtihij  in Džabril ibn Buhtišu) in teologiji. Dolgo časa so bili osebni zdravniki abasidskih kalifov pogosto asirski kristjani. Med najuglednejšimi krščanskimi družinami, ki so služile kot zdravniki kalifom, je bila dinastija Bukhtišu. Skozi 4. do 7. stoletje je bilo krščansko znanstveno delo v grškem in sirskem jeziku na novo prevedeno ali pa se je ohranilo od helenističnega obdobja. Med vidnimi središči učenja in prenosa klasične modrosti so bile krščanske fakultete, kot sta Nisibisova šola in šola v Edesi, pogansko izobraževalno središče v Haranu, ter priznana bolnišnica in medicinska akademija Gondišapurja, ki je bila intelektualno, teološko in znanstveno središče Vzhodne Cerkve. Mnogi učenjaki Hiše modrosti so bili krščanskega porekla, vodil pa jo je krščanski zdravnik Hunajn ibn Išak ob podpori bizantinske medicine. Prevedenih je bilo veliko najpomembnejših filozofskih in znanstvenih del starega sveta, vključno z deli Galena, Hipokrata, Platona, Aristotela, Ptolemaja in Arhimeda.
Perzijci so bili tudi izrazito velik delež znanstvenikov, ki so prispevali k islamski zlati dobi. Bernard Lewis pravi: »Kulturno, politično in najbolj izjemen od vseh celo versko je perzijski prispevek k tej novi islamski civilizaciji izjemnega pomena. Delo Irancev je mogoče videti na vseh področjih kulturnih prizadevanj, vključno z arabsko poezijo, ki so pesniki iranskega porekla, ki so svoje pesmi pisali v arabščini, zelo pomembno prispevali.«
Medtem ko je kulturni vpliv seval iz Bagdada, se je po mongolskem uničenju Abasidskega kalifata arabski vpliv zmanjšal. Iran in Srednja Azija, ki sta imela koristi od povečanega medkulturnega dostopa do Vzhodne Azije pod mongolsko vladavino, sta cvetela in se bolj izrazito razvila zaradi arabskega vpliva, kot je timuridska renesansa pod Timuridi.

### Nova tehnologija
Z novo in lažjo pisavo ter uvedbo papirja se je informiranje demokratiziralo do te mere, da se je verjetno prvič v zgodovini dalo živeti samo s pisanjem in prodajo knjig. Uporaba papirja se je razširila iz Kitajske v muslimanske regije v 8. stoletju prek množične proizvodnje v Samarkandu in Horasanu, v Al Andaluzu na Iberskem polotoku (sodobna Španija in Portugalska) pa je prispela v 10. stoletju. Bilo ga je lažje izdelati kot pergament, manj verjetno je, da bi počil kot papirus in je lahko absorbiral črnilo, zaradi česar ga je bilo težko izbrisati in je bil idealen za vodenje evidenc. Islamski izdelovalci papirja so razvili metode ročnega kopiranja rokopisov na tekočem traku, da bi izdelali izdaje, ki so bile veliko večje od vseh, ki so bile stoletja na voljo v Evropi. V teh državah se je preostali svet naučil izdelovati papir iz platna.

## Izobraževanje
Osrednji pomen svetega pisma in njegovega preučevanja v islamski tradiciji je pomagal, da je izobraževanje postalo osrednji steber vere v skoraj vseh časih in krajih v zgodovini islama. Pomen učenja v islamski tradiciji se odraža v številnih hadisih, ki se pripisujejo Mohamedu, vključno s tistim, ki pravi, da je »iskanje znanja obvezno za vsakega muslimana«. Ta zapoved velja zlasti za učenjake, do neke mere pa tudi za širšo muslimansko javnost, kot je ponazorjeno z izrekom Al-Zarnudžija, »učenje je predpisano za vse nas«. Čeprav je stopnje pismenosti v predmodernih islamskih družbah nemogoče izračunati, je skoraj gotovo, da so bile razmeroma visoke, vsaj v primerjavi z evropskimi družbami.
Izobraževanje se je začelo že v mladosti z učenjem arabščine in Korana, bodisi doma ali v osnovni šoli, ki je bila pogosto pri mošeji. Nekateri učenci so nato nadaljevali z usposabljanjem v tafsirju (koranska eksegeza) in fikhu (islamska pravna praksa), kar se je zdelo posebej pomembno. Izobraževanje se je osredotočalo na pomnjenje, vendar je tudi usposabljalo naprednejše učence, da sodelujejo kot bralci in pisci v tradiciji komentiranja preučevanih besedil. Vključevalo je tudi proces socializacije ambicioznih učenjakov, ki so prihajali iz skoraj vseh družbenih okolij, v vrste uleme.
V prvih nekaj stoletjih islama so bila izobraževalna okolja povsem neformalna, toda z začetkom v 11. in 12. stoletju so vladajoče elite začele ustanavljati ustanove višjega verskega učenja, znane kot medrese, da bi si zagotovile podporo in sodelovanje uleme. Medrese so se kmalu množile po vsem islamskem svetu, kar je pripomoglo k širjenju islamskega učenja izven urbanih središč in k združevanju različnih islamskih skupnosti v skupnem kulturnem projektu. Kljub temu je pouk ostal osredotočen na individualne odnose med učenci in učiteljem. Formalno potrdilo o doseženi izobrazbi, idžaza, je podeljeval določen učenjak in ne institucija, svojega imetnika pa je uvrščalo v genealogijo učenjakov, ki je bila edina priznana hierarhija v izobraževalnem sistemu. Medtem ko so bile formalne študije v medresah odprte le za moške, so se ženske iz uglednih mestnih družin običajno izobraževale v zasebnih okoljih in mnoge od njih so prejele in kasneje izdale idžaze iz študija hadisa, kaligrafije in recitiranja poezije. Zaposlene ženske so se verskih besedil in praktičnih veščin učile predvsem ena od druge, čeprav so nekaj pouka prejemale tudi skupaj z moškimi v mošejah in zasebnih domovih.
Medrese so bile v glavnem posvečene študiju prava, ponujale pa so tudi druge predmete, kot so teologija, medicina in matematika. Kompleks medres je običajno sestavljala mošeja, penzion in knjižnica. Vzdrževal ga je vakuf (dobrodelna naklada), ki je izplačeval plače profesorjem, štipendije študentom ter kril stroške gradnje in vzdrževanja. Medresa ni bila podobna modernemu kolidžu, saj ni imela standardiziranega učnega načrta ali institucionaliziranega sistema certificiranja.
Muslimani so razlikovali discipline, podedovane iz predislamskih civilizacij, kot sta filozofija in medicina, ki so ju imenovali »znanosti starodavnih« ali »racionalne vede«, od islamskih verskih znanosti. Vede prvega tipa so cvetele več stoletij in njihov prenos je bil del izobraževalnega okvira v klasičnem in srednjeveškem islamu. V nekaterih primerih so jih podpirale ustanove, kot je Hiša modrosti v Bagdadu, pogosteje pa so se neformalno prenašale od učitelja do učenca.
Univerza al-Karauin, ustanovljena leta 859 n. št., je navedena v Guinnessovi knjigi rekordov kot najstarejša univerza na svetu, ki podeljuje diplome. Univerza Al-Azhar je bila še ena zgodnja medresa, ki je zdaj priznana kot univerza. Medresa je ena od relikvij fatimidskega kalifata. Fatimidi so sledili svojemu poreklu do Mohamedove hčerke Fatime in institucijo poimenovali z različico njenega častnega naziva Al-Zahra (briljantna). Organizirano poučevanje v mošeji Al-Azhar se je začelo leta 978.

## Pravo
Pravna misel se je postopoma razvila v študijskih krogih, kjer so se srečevali neodvisni učenjaki, da bi se učili od lokalnega mojstra in razpravljali o verskih temah. Sprva so bili ti krogi tekoči v svojem članstvu, toda sčasoma so se okrog skupnih nizov metodoloških načel izkristalizirale različne regionalne pravne šole. Ko so meje šol postale jasno začrtane, je avtoriteto njihovih doktrinarnih načel pridobil mojster pravnik iz prejšnjih časov, ki je bil odslej opredeljen kot ustanovitelj šole. V prvih treh stoletjih islama so vse pravne šole sprejele široke obrise klasične pravne teorije, po kateri je moralo biti islamsko pravo trdno zakoreninjeno v Koranu in hadisu.
Klasična teorija islamske sodne prakse podrobneje razlaga, kako je treba sveto pismo razlagati s stališča jezikoslovja in retorike. Vsebuje tudi metode za ugotavljanje avtentičnosti hadisa in za določanje, kdaj je pravna veljava svetopisemskega odlomka razveljavljena z odlomkom, razkritim pozneje. Klasična teorija sunitskega fikha poleg Korana in sunneta priznava še dva pravna vira: pravno soglasje (ijmaʿ) in analogno razmišljanje (qiyas). Zato preučuje uporabo in meje analogije, pa tudi vrednost in meje soglasja, skupaj z drugimi metodološkimi načeli, od katerih jih nekatera sprejemajo le nekatere pravne šole. Ta razlagalni aparat je združen pod rubriko idžtihad, ki se nanaša na napor pravnika v poskusu, da bi dosegel odločitev o določenem vprašanju. Teorija dvanajsterične šiitske sodne prakse je vzporedna s sodno prakso sunitskih šol z nekaterimi razlikami, kot je priznavanje razuma (ʿaql) kot vira prava namesto qiyasa in razširitev pojma sunneta na tradicijo imamov.
Zbirko materialnega islamskega prava so ustvarili neodvisni pravniki (muftiji). Njihova pravna mnenja (fatva) so upoštevali sodniki (kadi), ki jih je imenoval vladar in so predsedovali kādījevim sodiščem in sodiščem maẓālim, ki jih je nadzoroval vladarjev svet in so izvajala kazensko pravo.

## Teologija
Klasična islamska teologija je nastala iz zgodnje doktrinarne polemike, v kateri je bilo gibanje Ahl al-hadith (islamska šola sunitskega islama), ki ga je vodil Ahmad ibn Hanbal, ki je menil, da sta Koran in verodostojni hadis edina sprejemljiva avtoriteta v zadevah vere, proti mu'tazilitom in drugim teološkim tokovom, ki je razvil teološke doktrine z uporabo racionalističnih metod. Leta 833 je kalif Al-Mamun poskušal vsiliti mu'tazilitsko teologijo vsem verskim učenjakom in uvedel inkvizicijo (mihna), vendar so poskusi vsiljevanja kalifskega pisma v zadevah verske ortodoksije na koncu propadli. Ta polemika je trajala, dokler Al-Ašari (874–936) ni našel srednje poti med mu'tazilitskim racionalizmom in hanbalitskim dobesednostjo, pri čemer je uporabil racionalistične metode, ki so jih zagovarjali mu'taziliti, da bi branil večino bistvenih načel, ki jih vzdržuje ahl al-hadith. Tekmovalni kompromis med racionalizmom in dobesednostjo je izšel iz dela al-Maturidija (umrl okoli leta 944) in, čeprav je manjšina učenjakov ostala zvesta zgodnjemu veroizpovedi ahl al-hadisa, sta aš'ari in maturidi teologija prevladali nad sunitskim islamom od 10. stoletja naprej.

## Filozofija
Ibn Sina (Avicena) in Ibn Rušd (Averoes) sta imela pomembno vlogo pri interpretaciji Aristotelovih del, čigar ideje so prevladale nad nereligiozno mislijo krščanskega in muslimanskega sveta. Glede na Stanfordsko filozofsko enciklopedijo je prevajanje filozofskih besedil iz arabščine v latinščino v zahodni Evropi »privedlo do preobrazbe skoraj vseh filozofskih disciplin v srednjeveškem latinskem svetu«. Vpliv islamskih filozofov v Evropi je bil še posebej močan v naravni filozofiji, psihologiji in metafiziki, čeprav je vplival tudi na študij logike in etike.

### Metafizika
Ibn Sina je argumentiral svoj miselni eksperiment »Lebdeči človek« v zvezi s samozavedanjem, v katerem bi se človek, ki mu je bila odvzeta čutna izkušnja zaradi zaveze oči in prostega pada, še vedno zavedal svojega obstoja.

### Epistemologija
V epistemologiji je Ibn Tufail napisal roman Hayy ibn Yaqdhan in kot odgovor je Ibn al-Nafis napisal roman Theologus Autodidactus. Oba sta se nanašala na avtodidaktizem, ki je bil osvetljen skozi življenje divjega otroka, ki se je spontano rodil v votlini na puščavskem otoku.

## Matematika

### Algebra
Perzijski matematik Muḥammad ibn Mūsā al-Khwārizmī je imel pomembno vlogo pri razvoju algebre, aritmetike in hindujsko-arabskih številk. Opisan je bil kot oče ali ustanovitelj algebre.
Drugi perzijski matematik, Omar Hajam, je zaslužen za prepoznavanje temeljev analitične geometrije. Omar Hajam je našel splošno geometrijsko rešitev kubične enačbe. Njegova knjiga Treatise on Demonstrations of Problems of Algebra (1070), ki je bila pomemben korak v razvoju algebre, je del telesa perzijske matematike, ki je bila sčasoma prenesena v Evropo.
Še en perzijski matematik, Šaraf al-Dīn al-Tūsī, je našel algebraične in numerične rešitve za različne primere kubičnih enačb. Razvil je tudi koncept funkcije.

### Analiza
Ibn al-Haytham (Alhacen) je odkril formulo vsote za četrto potenco z uporabo metode, ki bi jo lahko na splošno uporabili za določitev vsote za katero koli integralno potenco. To je uporabil za iskanje volumna paraboloida. Lahko bi našel integralno formulo za kateri koli polinom, ne da bi razvil splošno formulo.

### Geometrija
Islamska umetnost uporablja geometrijske vzorce in simetrije v mnogih svojih umetniških oblikah, zlasti v girih ploščicah. Ti so oblikovani z uporabo niza petih oblik ploščic, in sicer pravilnega deseterokotnika, podolgovatega šesterokotnika, metuljčka, romba in pravilnega peterokotnika. Vse stranice teh ploščic imajo enako dolžino; in vsi njihovi koti so večkratniki 36° (π/5 radianov), kar ponuja petkratno in desetkratno simetrijo. Ploščice so okrašene s traku podobnim ornamentom (girih), ki so praviloma bolj vidne kot robovi ploščic. Leta 2007 sta fizika Peter Lu in Paul Steinhardt trdila, da je girih iz 15. stoletja podoben kvazikristalnim Penrosovim ploščicam. Dovršene geometrijske ploščice zelling so značilen element v maroški arhitekturi. Muqarnas oboki so tridimenzionalni, vendar so bili zasnovani v dveh dimenzijah z risbami geometrijskih celic.
Al-Kašijeva ocena Pi ne bo presežena še 180 let.

### Trigonometrija
Ibn Muʿādh al-Džajānī je eden izmed več islamskih matematikov, ki jim je pripisan sinusni zakon; je v 11. stoletju napisal Knjigo neznanih lokov sfere. Ta formula povezuje dolžine strani katerega koli trikotnika in ne le pravokotnih trikotnikov s sinusi njegovih kotov. Po zakonu
{\displaystyle {\frac {\sin A}{a}}\,=\,{\frac {\sin B}{b}}\,=\,{\frac {\sin C}{c}}.}
kjer so a, b in c dolžine stranic trikotnika, A, B in C pa nasprotni koti (glej sliko).

### Statistika
Najzgodnejšo uporabo statističnega sklepanja je podal Al-Kindi (okoli 801–873, znan tudi kot "Alkindus" v Evropi) v Risalah fi Istikhraj al-Mu'amma (Rokopis o dešifriranju kriptografskih sporočil), ki vsebuje prvo opis metode frekvenčne analize.

## Naravoslovne znanosti

### Znanstvena metoda
Ibn al-Haytham (Alhacen) je bil pomembna osebnost v zgodovini znanstvene metode, zlasti v svojem pristopu k eksperimentiranju in je bil opisan kot »prvi pravi znanstvenik na svetu«.
Avicena je določil pravila za preizkušanje učinkovitosti zdravil, vključno s tem, da je treba učinek, ki ga povzroči eksperimentalno zdravilo, opazovati nenehno ali po številnih ponovitvah, da velja. Zdravnik Rhazes je bil zgodnji zagovornik eksperimentalne medicine in priporočena uporaba kontrole za klinične raziskave. Rekel je: »Če želite preučiti učinek krvavitve na stanje, razdelite paciente v dve skupini, izvajajte krvopuščanje samo eni skupini, opazujte obe in primerjajte rezultate.«

### Astronomija
Astronomija v islamu je lahko močno rasla zaradi več ključnih dejavnikov. En dejavnik je bil geografski: islamski svet je bil blizu starodavnih grških dežel, ki so v grških rokopisih hranile dragoceno starodavno znanje o nebesih. V času Abasidov po selitvi prestolnice leta 762 v Bagdad so bili prevajalci sponzorirani za prevajanje grških besedil v arabščino. To prevajalsko obdobje je privedlo do številnih velikih znanstvenih del Galena, Ptolemaja, Aristotela, Evklida, Arhimeda in Apolonija, ki so bila prevedena v arabščino. Iz teh prevodov se je prej izgubljeno znanje o kozmosu zdaj uporabljalo za napredek sedanjih astroloških mislecev. Drugi ključni dejavnik rasti astronomije so bili verski obredi, ki so jim sledili muslimani, ki so od njih pričakovali molitev ob točno določeni uri čez dan. Ta opazovanja pri merjenju časa so privedla do številnih vprašanj v prejšnji grški matematični astronomiji, zlasti pri merjenju časa.
Astrolab je bil grški izum, ki je bil pomemben del arabske astronomije. Astrolab je ročni dvodimenzionalni model neba, ki lahko rešuje probleme sferične astronomije. Sestavljen je iz črt nadmorske višine in azimuta z indeksom, horizontom, urnim krogom, zenitom, Rete, zvezdnim kazalcem in ekvatorjem, ki natančno prikazujejo, kje so zvezde v danem trenutku. Uporaba astrolaba je najbolje izražena v Al-Farganijevi razpravi o astrolabu zaradi matematičnega načina, kako je instrument uporabil v astrologiji, astronomiji in merjenju časa. Najzgodnejši znani astrolab, ki danes obstaja, je iz islamskega obdobja. Izdelal ga je Nastulus v letih 927-28 našega štetja in je zdaj zaklad Kuvajtskega narodnega muzeja.
Približno leta 964 našega štetja je perzijski astronom Abd al-Rahman al-Sufi v svoji Knjigi Zvezd stalnic opisal »megleno liso« v ozvezdju Andromeda, kar je prva dokončna omemba tega, kar je danes znano kot Andromedina galaksija, Rimski cesti najbližja spiralna galaksija.
Geocentrični sistem, ki ga je razvil Ptolemaj, je postavil Sonce, Luno in druge planete v orbito okoli Zemlje. Ptolemaj je mislil, da se planeti gibljejo po krožnicah, imenovanih epicikli, in da njihova središča jezdijo na deferentih. Deferenti so bili ekscentrični in kotno gibanje planeta je bilo enakomerno okoli ekvanta, ki je bila točka nasproti središča deferenta. Preprosto, Ptolemajevi modeli so bili matematični sistem za napovedovanje položajev planetov. Eden prvih, ki je kritiziral ta model, je bil Alhacen, vodja fizike v 11. stoletju v Kairu. Nato je v 13. stoletju Nasir at-Tusi zgradil observatorij Maraga v današnjem Iranu. Al-Tusi je ugotovil, da je ekvivalent nezadovoljiv in ga je nadomestil z dodajanjem geometrijske tehnike, imenovane Al-Tusijev par, ki generira linearno gibanje iz vsote dveh krožnih gibanj. Nato je Ibn al-Šatir, ki je delal v Damasku leta 1350 našega štetja, zaposlil par Tusi, da sta uspešno odpravila ekvant in druge sporne kroge, ki jih je uporabil Ptolemaj. Ta novi model je pravilno poravnal nebesne sfere in je bil matematično zanesljiv. Ta razvoj Ibn al-Šatirja in tudi astronomov Maraghe je ostal relativno neznan v srednjeveški Evropi. 
Imena za nekatere uporabljene zvezde, kot so Betelgeza, Rigel, Vega, Aldebaran in Fomalhaut, so številna imena, ki prihajajo neposredno iz arabskega izvora ali pa so prevodi Ptolemajevih grških opisov, ki so še danes v uporabi.

### Fizika
Alhacen je igral vlogo pri razvoju optike. Ena od prevladujočih teorij vida v njegovem času in prostoru je bila emisijska teorija, ki sta jo podpirala Evklid in Ptolemaj, kjer vid deluje tako, da oko oddaja svetlobne žarke, druga pa je bila Aristotelova teorija, da vid deluje, ko bistvo predmetov teče v oči. Alhacen je pravilno trdil, da do vida pride, ko se svetloba, ki potuje v ravnih črtah, odbije od predmeta v oči. Al-Biruni je pisal o svojih vpogledih v svetlobo in trdil, da mora biti njena hitrost ogromna v primerjavi s hitrostjo zvoka.

### Kemija
Zgodnje islamsko obdobje je videlo vzpostavitev nekaterih najdlje živečih teoretičnih okvirov v alkimiji in kemiji. Žveplovo-živosrebrna teorija o kovinah, prvič potrjena pri psevdo-Apoloniju iz Tyane Sirr al-khalīqa (»Skrivnost stvarjenja«, okoli 750–850) in v arabskih spisih, pripisanih Jābirju ibn Ḥayyānu (napisano okoli 850–850). 950),ref>Kraus, Paul (1942–1943). Jâbir ibn Hayyân: Contribution à l'histoire des idées scientifiques dans l'Islam. I. Le corpus des écrits jâbiriens. II. Jâbir et la science grecque. Cairo: Institut Français d'Archéologie Orientale. ISBN 978-3-487-09115-0. OCLC 468740510. vol. II, p. 1, note 1; Weisser, Ursula (1980). Das "Buch über das Geheimnis der Schöpfung" von Pseudo-Apollonios von Tyana. Berlin: De Gruyter. doi:10.1515/9783110866933. ISBN 978-3-11-007333-1. p. 199. On the dating and historical background of the Sirr al-khalīqa, see Kraus 1942−1943, vol. II, pp. 270–303; Weisser 1980, pp. 39–72. On the dating of the writings attributed to Jābir, see Kraus 1942−1943, vol. I, pp. xvii–lxv.</ref> bo ostala osnova vseh teorij o kovinski sestavi do 18. stoletja. Podobno se Smaragdna plošča, strnjeno in skrivnostno besedilo, ki so ga vsi kasnejši alkimisti do Isaaca Newtona (1642–1727) smatrali za temelj svoje umetnosti, prvič pojavi v Sirr al-khalīqa in v enem od del, ki se pripisujejo v Geberju.
Velik napredek je bil dosežen tudi v praktični kemiji. Dela, ki jih pripisujejo Geberju, in dela perzijskega alkimista in zdravnika Abū Bakra al-Rāzīja (ok. 865–925), vsebujejo najzgodnejše znane sistematične klasifikacije kemičnih substanc. Vendar alkimistov ni zanimalo samo prepoznavanje in razvrščanje kemičnih snovi, ampak tudi njihovo umetno ustvarjanje. Pomembni primeri iz srednjeveškega islamskega sveta vključujejo sintezo amonijevega klorida iz organskih snovi, kot je opisano v delih, pripisanih Geberju, in poskuse Abū Bakr al-Rāzīja z vitriolom, ki bodo sčasoma privedli do odkritja mineralnih kislin, kot sta žveplova kislina in dušikova kislina latinskih alkimistov iz 13. stoletja, kot je psevdo-Geber.

### Geodezija
Al-Biruni (973–1050) je ocenil zemeljski polmer na 6339,6 km (sodobna vrednost je približno 6371 km), kar je bila najboljša ocena tistega časa.

### Biologija
Sodobni komentatorji so srednjeveška poročila o »boju za obstoj« v živalskem kraljestvu primerjali z okvirom teorije evolucije. Tako je Conway Zirkle v svojem pregledu Zgodovina idej, ki so pripeljale do teorije naravne selekcije, opozoril, da je bil Al-Džahiz eden tistih, ki je v svoji Kitāb al-Hayawān (Knjiga o živalih) razpravljal o »boju za obstoj«, napisano v 9. stoletju.
V 13. stoletju je Nasir al-Din al-Tusi verjel, da ljudje izvirajo iz naprednih živali, in rekel: »Takšni ljudje [verjetno antropoidne opice] živijo v zahodnem Sudanu in drugih oddaljenih koncih sveta. So blizu živalim z njihovimi navadami, dejanji in vedenjem.« Leta 1377 je Ibn Haldun v svoji Muqaddimi izjavil: »Živalsko kraljestvo se je razvilo, njegove vrste so se množile in v postopnem procesu stvarjenja se je končalo v človeku in nastalo iz svet opic«.
Na področju genetike je bil Al-Zahrawi prvi zdravnik, ki je ugotovil dedno naravo hemofilije.

## Inženiring
Bratje Banū Mūsā v svoji Knjigi iznajdljivih naprav iz 9. stoletja opisujejo avtomatskega igralca na flavto, ki je bil morda prvi stroj, ki ga je bilo mogoče programirati. Zvoki piščali so bili proizvedeni z vročo paro in uporabnik je lahko prilagodil napravo različnim vzorcem, tako da je lahko iz nje dobil različne zvoke. Braje so prispevali k Hiši modrosti, raziskovalnemu organu, ki ga je ustanovil Abasidski kalifat.
Učenjak in izumitelj iz 12. stoletja Ismail Al-Jazari v svojih spisih opisuje številne mehanske naprave, zamisli o avtomatizaciji in konstrukcijske metode, med katerimi je najbolj opazna slonova ura. Konec 16. stoletja je osmanski Taki al-Din pisal o mehanizmu, ki je deloval z uporabo parne energije. Opisuje samovrteči raženj, ki se vrti v smeri pare v lopatice mehanizma, ki nato obrača kolo na koncu osi, ta tehnologija je pomemben del razvoja parne turbine.
V tem obdobju so se uporabljali in širili rimski akvadukti. Od 9. do 10. stoletja so arabski in mavrski kmetje začeli obnavljati porušene akvadukte. Kmetje so tudi izboljšali akvadukte tako, da so tehnologijo prilagodili pokrajini svojega območja. Akvadukti, ki so bili sprva javno dostopni in so jih za to uporabo zgradili Rimljani, so kmalu postali privatizirani. Lokalne oblasti so akvadukte uporabljale za pridobitev moči v svojih skupnostih. To se je kasneje razvilo v regionalno licenčnino, ki je prevzela lastništvo nad akvadukti v 11. in 12. stoletju. Nekatere akvadukte je kraljevina uporabljala za oskrbo z vodo vodnjakov in vrtov svoje palače.

## Arhitektura
Velika mošeja v Kairouanu (v Tuniziji), prednica vseh mošej v zahodnem islamskem svetu brez Turčije in Balkana, je eden najbolje ohranjenih in najpomembnejših primerov zgodnjih velikih mošej. Ustanovljena je bila leta 670, v sedanji obliki pa izvira predvsem iz 9. stoletja. Velika mošeja v Kairouanu je sestavljena iz tristopenjskega kvadratnega minareta, velikega dvorišča, obdanega s portiki s stebrišči, in ogromne hipostilne molitvene dvorane, ki jo na svoji osi pokrivata dve kupoli.
Velika mošeja v Samarri v Iraku je bila dokončana leta 847. Združevala je hipostilno arhitekturo vrst stebrov, ki podpirajo ravno podlago, nad katero je bil zgrajen ogromen spiralni minaret.
Začetek gradnje Velika mošeja, Córdoba leta 785 je pomenil začetek islamske arhitekture v Španiji in severni Afriki. Mošeja je znana po osupljivih notranjih obokih. Mavrska arhitektura je dosegla vrhunec z izgradnjo Alhambre, veličastne palače/trdnjave v Granadi, z odprtimi in vetrovitimi notranjimi prostori, okrašenimi z rdečo, modro in zlato barvo. Stene so okrašene s stiliziranimi motivi listja, arabskimi napisi in arabesknim oblikovanjem, stene pa prekrite z geometrično vzorčastimi glaziranimi ploščicami.
Danes v Kairu obstajajo številni sledovi fatimidske arhitekture, najpomembnejša primera sta univerza Al Azhar in mošeja Al Hakim.

## Zaton

### Kulturni dejavniki
Ekonomski zgodovinar Joel Mokyr je trdil, da je bil islamski filozof al-Ghazali (1058–1111), avtor Neskladnosti filozofov, »ključna osebnost pri zatonu islamske znanosti« in da je to vodilo do kulturnega premika, ki se je izogibal znanstveno razmišljanje.[158] Vendar pa se trdi, da je bil al-Ghazali namesto tega občudovalec in privrženec filozofije, vendar je kritiziral uporabo filozofije samo v verskih zadevah. Poleg tega je Saliba (2007) poudaril, da se zlata doba po al-Ghazaliju, ki je živel v 11. stoletju, ni upočasnila, Additionally, Saliba (2007) has pointed out that the golden age did not slow down after al-Ghazali, who lived in the 11th century, medtem ko drugi zlato dobo podaljšujejo na približno 16. do 17. stoletja.

### Politični in gospodarski dejavniki
Ahmad Y. al-Hassan je zavrnil tezo, da je bil vzrok pomanjkanje kreativnega mišljenja, in trdil, da je bila znanost vedno ločena od verskega argumenta; namesto tega analizira upad v smislu gospodarskih in političnih dejavnikov, pri čemer se opira na delo pisca iz 14. stoletja Ibn Khalduna.
Več drugih sodobnih učenjakov je analiziralo upad v smislu političnih in gospodarskih dejavnikov. Sedanje raziskave so privedle do zaključka, da so »razpoložljivi dokazi skladni s hipotezo, da je povečanje politične moči teh elit povzročilo opazovani upad znanstvene proizvodnje«. Upad bi lahko bil del širšega trenda, kjer nezahodni svet je zaostajal za zahodom v velikem razhajanju. Leta 1206 je Džingiskan ustanovil Mongolsko cesarstvo, ki je v 13. stoletju osvojilo večino evrazijske kopenske mase, vključno s Kitajsko na vzhodu in večjim delom starega islamskega kalifata (kot tudi Kijevske Rusije) na zahodu. Uničenje Bagdada in Hiše modrosti s strani Hulagu Kana leta 1258 nekateri vidijo kot konec islamske zlate dobe. Medtem ko je kulturni vpliv iz Bagdada seval navzven, sta po padcu Bagdada Iran in Srednja Azija doživela kulturni razcvet zaradi povečanega medkulturnega dostopa do Vzhodne Azije pod mongolsko vladavino.